# Blaublitz Akita
Blaublitz Akita (ブラウブリッツ秋田 Buaubrittsu Akita) là một clb bóng đá Nhật Bản có trụ sở tại Akita, tỉnh Akita. Năm 2006 CLB họ vô địch Regional Promotion Series và đã được thăng hạng lên Japan Football League. Năm 2014 CLB trực thuộc J3 League vừa mới thành lập.

## Ghi
| Mùa  | Hạng   | Số đội | Vị trí | Trung bình khán giả | Cúp Hoàng đế |
| 1982 | Tohoku | 8      | 1      | -                   | -            |
| 1983 | Tohoku | 8      | 1      | -                   | -            |
| 1984 | Tohoku | 8      | 1      | -                   | Vòng 1       |
| 1985 | JSL2   | 12     | 12     | -                   | -            |
| 1986 | JSL2   | 16     | 15     | -                   | -            |
| 1987 | Tohoku | 8      | 3      | -                   | Vòng 1       |
| 1988 | Tohoku | 8      | 1      | -                   | Vòng 1       |
| 1989 | Tohoku | 8      | 1      | -                   | Vòng 1       |
| 1990 | Tohoku | 8      | 2      | -                   | -            |
| 1991 | Tohoku | 8      | 3      | -                   | -            |
| 1992 | Tohoku | 8      | 5      | -                   | -            |
| 1993 | Tohoku | 8      | 5      | -                   | -            |
| 1994 | Tohoku | 8      | 5      | -                   | -            |
| 1995 | Tohoku | 8      | 5      | -                   | -            |
| 1996 | Tohoku | 8      | 5      | -                   | Vòng 1       |
| 1997 | Tohoku | 8      | 3      | -                   | -            |
| 1998 | Tohoku | 8      | 3      | -                   | Vòng 1       |
| 1999 | Tohoku | 8      | 2      | -                   | Vòng 1       |
| 2000 | Tohoku | 8      | 1      | -                   | Vòng 1       |
| 2001 | Tohoku | 8      | 2      | -                   | -            |
| 2002 | Tohoku | 8      | 1      | -                   | Vòng 1       |
| 2003 | Tohoku | 8      | 1      | -                   | Vòng 2       |
| 2004 | Tohoku | 8      | 1      | -                   | Vòng 1       |
| 2005 | Tohoku | 8      | 1      | -                   | Vòng 1       |
| 2006 | Tohoku | 8      | 1      | -                   | Vòng 2       |
| 2007 | JFL    | 18     | 13     | 983                 | Vòng 4       |
| 2008 | JFL    | 18     | 13     | 951                 | Vòng 1       |
| 2009 | JFL    | 18     | 10     | 741                 | Vòng 1       |
| 2010 | JFL    | 18     | 8      | 1,256               | Vòng 2       |
| 2011 | JFL    | 18     | 14     | 1,274               | Vòng 2       |
| 2012 | JFL    | 17     | 13     | 1,136               | Vòng 2       |
| 2013 | JFL    | 18     | 8      | 1,768               | Vòng 2       |
| 2014 | J3     | 12     | 8      | 1,773               | Vòng 2       |
| 2015 | J3     | 13     | 8      | 1,998               | Vòng 2       |
| 2016 | J3     | 16     | 4      | 2,425               | Vòng 2       |
| 2017 | J3     | 17     | 1      | 2,364               | Vòng 1       |
| 2018 | J3     | 17     | 8      | 2,839               | Vòng 1       |
| 2019 | J3     | 18     | 8      | 1,576               | Vòng 1       |

## Danh hiệu
- J3 League (2):
  - Champions: 2017, 2020
- Regional Promotion Series:
  - Champions: 2006[1]
  - Third place: 1984
- Tohoku Soccer League (11):
  - Champions: 1982, 1983, 1984, 1988, 1989, 2000, 2002, 2003, 2004, 2005,  2006

## Đội hình hiện tại
As of ngày 3 tháng 2 năm 2020.

Ghi chú: Quốc kỳ chỉ đội tuyển quốc gia được xác định rõ trong điều lệ tư cách FIFA. Các cầu thủ có thể giữ hơn một quốc tịch ngoài FIFA.
| Số | VT | Quốc gia | Cầu thủ           |
| -- | -- | -------- | ----------------- |
| 1  | TM | Nhật Bản | Yasuhiro Watanabe |
| 2  | HV | Nhật Bản | Kenshiro Tanioku  |
| 3  | HV | Nhật Bản | Junya Suzuki      |
| 4  | HV | Nhật Bản | Mizuki Aiba       |
| 5  | HV | Nhật Bản | Kaito Chida       |
| 6  | TV | Nhật Bản | Yuji Wakasa       |
| 7  | TV | Nhật Bản | Kyohei Maeyama    |
| 8  | TV | Nhật Bản | Taira Shige       |
| 9  | TĐ | Nhật Bản | Ryota Nakamura    |
| 10 | TV | Nhật Bản | Yuta Shimozawa    |
| 11 | TV | Nhật Bản | Ken Hisatomi      |
| 13 | TĐ | Nhật Bản | Yohei Hayashi     |
| 14 | TĐ | Nhật Bản | Mikami Yosuke     |
| 15 | TV | Nhật Bản | Nao Eguchi        |

| Số | VT | Quốc gia                             | Cầu thủ                  |
| -- | -- | ------------------------------------ | ------------------------ |
| 16 | TĐ | Nhật Bản                             | Naoki Inoue              |
| 17 | HV | Cộng hòa Dân chủ Nhân dân Triều Tiên | Han Ho-gang              |
| 18 | TĐ | Nhật Bản                             | Kenji Kitawaki           |
| 20 | TV | Nhật Bản                             | Takuma Aoshima           |
| 21 | TM | Nhật Bản                             | Yudai Tanaka             |
| 22 | TV | Nhật Bản                             | Okino Masaki             |
| 23 | TM | Nhật Bản                             | Daiki Koike              |
| 24 | HV | Nhật Bản                             | Naoyuki Yamada (captain) |
| 25 | TV | Nhật Bản                             | Keisuke Ono              |
| 29 | TĐ | Nhật Bản                             | Keita Saito              |
| 30 | TM | Nhật Bản                             | Yuki Yasuda              |
| 31 | HV | Nhật Bản                             | Yudai Tanaka             |
| 39 | HV | Nhật Bản                             | Kamata Shoma             |
| 50 | HV | Nhật Bản                             | Kenichi Kaga             |